# Võru
Võru (niem. Werro) – miasto w południowo-wschodniej Estonii, stolica prowincji Võru. Miejscowi Võro używają języka võro.

## Historia

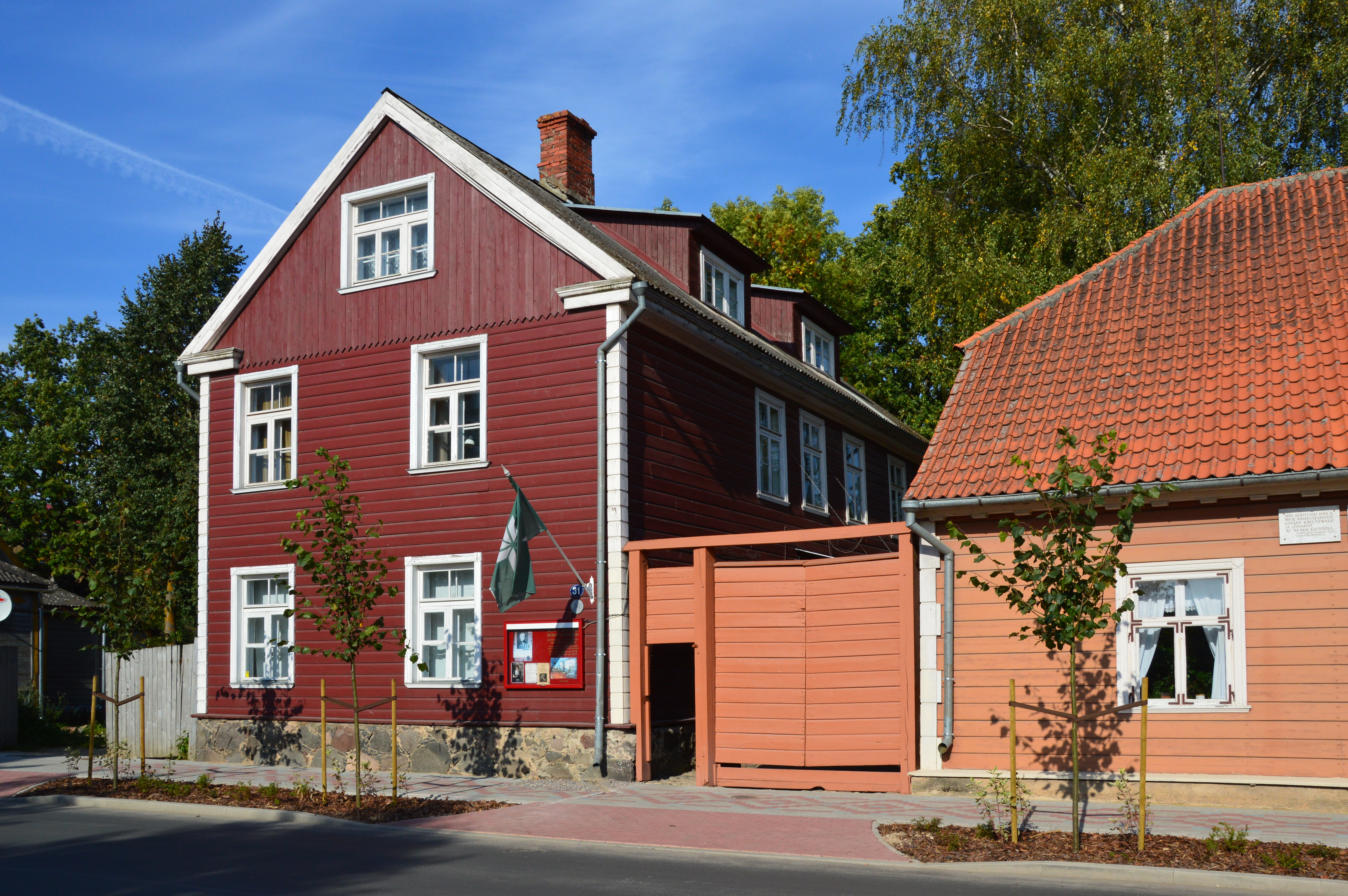
Võru, dom pisarza Friedricha Reinholda Kreutzwalda

Pierwsza wzmianka o osadzie Kirumpia, która została wzniesiona dla ochrony wschodniej granicy biskupstwa Dorpat, sięga 1322 roku. Wokół kamiennej osady znajdowała się duża osada kupców i rzemieślników z Kirumpii. Współczesne miasto Võru znajduje się kilometr na południe od ruin osady Kirumpia, ostatecznie zniszczonej podczas wojny moskiewsko-szwedzkiej w 1656 roku.
Za datę utworzenia Võru uważa się 21 sierpnia 1784 roku, kiedy to gubernator generalny Rygi podpisał dekret ustanawiający nowe miasto i ustanawiający nazwę miasta.
19 marca 1785 r. gubernator generalny, George Browne zatwierdził pierwszy plan miasta Võru. 4 października 1788 r. Katarzyna II zatwierdziła herb miasta Võru. Pierwszym burmistrzem był Friedrich Ambrosius Schroeder.
W 1796 r. Võru tymczasowo utraciło prawa miasta powiatowego, jednak od 1797 r. powrócono do starego porządku administracji. 
W XIX wieku i pierwszych dziesięcioleciach XX wieku życie gospodarcze miasta rozkwitało. W 1926 r. w mieście działało 31 przedsiębiorstw przemysłowych, 79 warsztatów artystycznych, 5 banków, 4 pensjonaty i restauracje, 3 sauny i 148 przedsiębiorstw handlowych. 
W okresie sowieckim założono kilka dużych firm: fabrykę mebli, mleczarnię, fabrykę obuwia, fabrykę analizatorów gazu. Populacja osiągnęła 18 000 osób. Duże osiedla mieszkaniowe zostały zbudowane w południowej i wschodniej części miasta, co spowodowało wzrost obszaru miejskiego.

## Miasta partnerskie
- Laitila
- Iisalmi
- Landskrona
- Härryda
- Bad Segeberg
- Alūksne
- Suwałki
- Chambray-lès-Tours